# Marie Åstrand
Marie Åstrand (Bergen, 31 augustus 1822 - aldaar 24 januari 1891) was een Noors pianiste en componiste.
Marie Christensen werd geboren in het gezin van raadsman Peder Christensen en Margrethe Middelthon. Ze huwde in 1858 Johan Julius Åstrand, een astronoom/wiskundige uit Göteborg. Hij gaf toen leiding aan het Observatorium in Bergen. Zij gaf pianoles vanuit dat observatorium. Het echtpaar kreeg een zoon die op vierjarige leeftijd overleed en een dochter genaamd Alpha.
Van haar zijn drie composities bekend, alle drie uitgegeven door Warmuth Musikforlag in Oslo en destijds 50 øre kostend:
- Maaneskins-marsch
- Stjerneskud-galop
- Holberg-marsch